# Edward Jurkiewicz
Edward Jurkiewicz (Pruszcz Gdański, 22 gennaio 1948) è un ex cestista polacco.

## Carriera
Con la Polonia ha disputato i Giochi olimpici di Città del Messico 1968 e tre edizioni dei Campionati europei (1969, 1971, 1975).

## Palmarès

### Squadra
- Campionato polacco: 4

Legia Varsavia: 1968-69
Wybrzeże Danzica: 1970-71, 1971-72, 1977-78
- Coppa di Polonia: 3

Wybrzeże Danzica: 1976, 1978, 1979

### Individuale
- Polska Liga Koszykówki MVP: 3

Wybrzeże Danzica: 1970-71, 1975-76, 1976-77